# Vilmos Roubal
Vilmos Roubal (Budapest, 20 de novembre, 1877 – Idem., 22 de juny, 1968), va ser un director d'orquestra hongarès, un artista destacat (1963); pare del director d'orquestra Vilmos Rubányi (1905–1972).

## Carrera
Va estudiar a l'Acadèmia Nacional de Música. Va ser alumne de János Koessler a l'Acadèmia de Música de Budapest. Des de 1898 va tocar la viola a l'orquestra de l'Òpera Estatal Hongaresa, i més tard va treballar com a repetidor; de 1911 a 1913 va ser repetidor, i de 1913 a 1958 va ser director de cor.
Com a professor, va formar molts cantants excel·lents: Kálmán Pataky, Ella Némethy, S. Lajos Rózsa, etc. Va compondre diverses obres de cambra i una simfonia.
La seva tomba es troba al Nou Cementiri Públic (111-1-95/96).